# Dariusz Adamek
Dariusz Marian Adamek là giáo sư Y học người Ba Lan, chuyên ngành Giải phẫu bệnh học. Ông là phó giáo sư và trưởng khoa Giải phẫu bệnh tại Trường Y thuộc Đại học Jagiellonia. Ông đồng thời là nhà nghiên cứu tại Viện Thần kinh học tại trường đại học này.

## Sự nghiệp
Dariusz Adamek tốt nghiệp y khoa tại Học viện Y khoa Nicolaus Copernicus ở Kraków (hiện tại đổi tên thành Trường Y thuộc Đại học Jagiellonia). Ông nhận bằng tiến sĩ năm 1994 nhờ đề tài luận án tiến sĩ mang tên Đánh giá hình thái biểu hiện kháng nguyên GFAP trong các khối u thần kinh đệm thuộc hệ thần kinh trung ương (Tên gốc: Morfometryczna ocena ekspresji antygenowej GFAP w guzach glejopochodnych ośrodkowego układu nerwowego). Ông nhận bằng habilitation năm 2003 nhờ đề tài luận án có tựa đề Chấn thương tủy sống thực nghiệm trong đánh giá bệnh học thần kinh và hình ảnh những thay đổi khuếch tán dịch trên phim cộng hưởng từ hạt nhân (Tên gốc: Doświadczalny uraz rdzenia kręgowego w ocenie neuropatologicznej i w porównaniu z obrazowaniem zmian dyfuzji wody techniką magnetycznego rezonansu jądrowego).
Dariusz Adamek được trao danh hiệu giáo sư y học vào ngày 5 tháng 2 năm 2019.
Ông là một trong các tác giả của cuốn sách y khoa như: Các vấn đề được lựa chọn về bệnh lý lâm sàng: sách giáo khoa cho sinh viên và bác sĩ và Trầm cảm: các vấn đề về dược lý của bệnh trầm cảm và các bệnh đồng mắc.